# Isabelle Dutoit
Isabelle Dutoit (* 24. September 1975 in Groß-Gerau) ist eine deutsche Malerin, die der Neuen Leipziger Schule angehört. 

## Leben
Isabelle Dutoit studierte von 1996 bis 1999 Visuelle Kommunikation bei Dieter Lincke und Friedrich Friedl an der Hochschule für Gestaltung in Offenbach am Main. Ab 1999 nahm sie ein Studium der Malerei und Graphik bei Arno Rink an der Hochschule für Grafik und Buchkunst Leipzig auf. Sie schloss dieses 2003 mit einem Diplom ab. Bis 2005 war sie Meisterschülerin bei  Rink.
Seit 2005 ist Isabelle Dutoit Mitglied der Darmstädter Sezession. Im Jahr 2015 trat sie dem MalerinnenNetzWerk Berlin-Leipzig bei.

## Werk
Isabelle Dutoit arbeitet mit gefundenem und selbst erstelltem Bildmaterial als Arbeitsgrundlage. Des Weiteren dienen ihr Skizzen, Zeichnungen und Papierarbeiten als Basis. Ausgewählte z. T. differente Bildelemente fügt sie in ihren Gemälden zusammen. Die daraus entstehenden neuen Räume bieten den Rezipienten Platz für eigene Fragestellungen und Deutungen. Zugleich spiegelt sich in den Gemälden die Auseinandersetzung mit Sinnlichkeit, Reflexion der subjektiven Wahrnehmung und der inneren Phantasie wider. Dabei wird der Bildraum behutsam durch die Auswahl, Kombination und Visualisierung des Dargestellten zum Ungewissen und Unheimlichen geöffnet.
„Dutoit zelebriert das Moment des Verschwindens; das hat sie schon immer getan, auch als sie noch Menschen, vorzugsweise sich selbst, in den Farbschwaden auftauchen und wieder verblassen ließ. Zudem ist sie eine meisterhafte, minutiöse Zeichnerin und überträgt diese Gabe in zarte Lasurmalerei. Die akademische Finesse blitzt kurz auf, gewinnt aber nie die Oberhand.“

## Preise und Stipendien
- 2005: 1. Preis der Darmstädter Sezession
- 2004: Sächsisches Landesstipendium für Meisterschülerinnen

## Einzelausstellungen
- 2021: LYNX, Galerie Stötzel-Tiedt, Goslar
- 2021: Blaue Feder – Graue Spur, Galerie Helle Coppi, Berlin
- 2020: Auf der Spur, Galerie Noah, Augsburg
- 2019: Blaue Fährte, Galerie Leuenroth, Frankfurt am Main
- 2018: Sieben Tiger, Galerie Helle Coppi, Berlin
- 2017: Dutoit + Spadafora, BOS, Brooklyn Open Studios, New York, USA
- 2016: Schattenfell, Galerie Leuenroth, Frankfurt am Main
- 2015: Girgentana, Regionalgalerie Süd e.V. im Regierungspräsidium, Darmstadt
- 2015: Girgentana, Kunstverein Freunde Aktueller Kunst, Zwickau
- 2015: Luftwurzeln, Galerie Christa Burger, München
- 2012: den Rappen fliegen, Galerie Leuenroth, Frankfurt am Main
- 2010: Armada, Galerie Leuenroth, Frankfurt am Main
- 2008: threesome, Galerie Leuenroth, Frankfurt am Main
- 2007: Kunstverein Heidenheim
- 2006: Antilopen, Kunstverein Leipzig
- 2006: Tigerteich, Galerie Leuenroth, Frankfurt am Main
- 2005: im Dickicht, Campus Galerie der BAT, Bayreuth
- 2004: Galerie Maria Kohl, Darmstadt
- 2003: fictional illustration, Galerie Baer, Dresden
- 2002: hübsch, Kunstraum B/2 e.V., Leipzig
- 2001: baldWald, Laden für Nichts, Leipzig

## Gruppenausstellungen (Auswahl)
- 2021: Wilde Kindheit, Lentos Museum, Linz, A
- 2020: Wald.Wolf.Wildnis, Museum Villa Rot, Burgrieden
- 2019: VOIX. Museum der bildenden Künste Leipzig
- 2019: The Seen, The Unseen and the Imagined, Messums Wiltshire, UK
- 2019: Fakt 1, Designhaus, Darmstadt
- 2019: Westbesuch, Milchhof Pavillon, Berlin
- 2019: CRYSTALS PLUS, Polar Raum, Hamburg

- 2018: Silber, 25. Leipziger Jahresausstellung, Baumwollspinnerei, Leipzig
- 2018: 7 Meisterschüler, Galerie Noah, Augsburg
- 2018: Zündung, Turps Gallery, London UK
- 2018: Painting XXL, Ausstellungshalle 1A + Galerie Leuenroth, Frankfurt am Main
- 2017: under influnce, Galerie Dukan, Leipzig
- 2017: SWAMP, Galerie Leuenroth, Frankfurt am Main
- 2017: 5 Malerinnen, Galerie Josef Filipp, Leipzig
- 2017: entfesselt, Museum Schloss Achberg, Weingarten
- 2017: Painting XX, Kunsthalle der Sparkassen Stiftung, Lüneburg
- 2017: Farbauftrag, Studiogalerie, Haus am Lützowplatz, Berlin
- 2016: Potemka Mix, Galerie MOM, Hamburg
- 2016: blanke Teile, SchauFenster, Berlin
- 2015: Sommer Nacht Traum, Altana Kulturstiftung, Sinclair Haus, Bad Homburg
- 2014: Märchen, Galerie Potemka, Leipzig
- 2013: All Star Cast, Galerie Baer, Dresden
- 2013: Hasenmilch, Galerie Christa Burger, München
- 2013: Frauen – Liebe und Leben, Lehmbruck Museum, Duisburg
- 2013: l’enfer c’est les autres II, Laden für Nichts, Leipzig
- 2011: Realos, neue Optionen der Malerei, Städtische Galerie Fruchthalle, Rastatt
- 2010: 12 Positionen, Reök, Szeged, HU
- 2010: girls must do better, Galerie Tobias Naehring, Leipzig
- 2009: 10 Jahre Campus Galerie, Bayreuth
- 2009: 125 Jahre Baumwollspinnerei, Leipzig
- 2009: enn andere schonheid, Colectie Harms, Rolde, NL
- 2009: Realisme uit Leipzig, Drents Museum, Assen, NL
- 2008: Perspektiven, Galerie Leuenroth, Frankfurt am Main
- 2007: Darmstädter Sezession, Institut Mathildenhöhe, Darmstadt
- 2006: Paint-O-Mania, Stadtgalerie Kiel
- 2006: Beauty of Painting, Marella Arte Contemporanea, Mailand, I
- 2005: three versions, German Ambassy, London, UK
- 2005: Prague Biennale 2, Prag, CZ
- 2005: Schönheit der Malerei, Städtische Galerie Delmenhorst
- 2005: Tendenzen, Institut Mathildenhöhe, Darmstadt
- 2004: 11. Leipziger Jahresausstellung, Leipzig
- 2004: Gruppenausstellung, Galerie Eigen + Art, Leipzig
- 2003: Profiler, Galerie Baer, Dresden

## Ausstellungskataloge
- Wald.Wolf.Wildnis, Ausstellungskatalog, Dr. Ute Bopp-Schumacher und die Dr.-Hanns-Simon-Stiftung, Bitburg, Kerberverlag 2020, ISBN 978-3-7356-0746-1
- Blaue Fährte, Ausstellungskatalog, Isabelle Dutoit und Kirsten Leuenroth (Hrsg.) 2019, ISBN 978-3-941793-08-8[4]
- Martin Oswald (Hrsg.), Maximilian Eiden (Hrsg.): entfesselt! Malerinnen der Gegenwart. Schloss Achberg, Ravensburg 2017, ISBN 978-3-944685-05-2.
- Painting XX, Kunsthalle der Sparkasse, Kann-Verlag, Lüneburg 2017, ISBN 978-3-943619-49-2.
- Isabelle Dutoit / Girgentana, Regionalgalerie Süd, Darmstadt 2016.
- Retrospektive, CampusGalerie der BAT, Bayreuth 2015.
- 2015 Sommer Nacht Traum, Andrea Firmenich und Johannes Janssen, Altana Kulturstiftung, Kerberverlag, ISBN 978-3-7356-0113-1.
- Frauen – Liebe und Leben, Raimund Stecker und Denise Wendel-Poray, Lehmbruck Museum, Hatje Cantz, Duisburg 2013, ISBN 978-3-7757-3534-6.
- Bestandsaufnahme, Hrsg. Darmstädter Sezession, Justus von Liebig Verlag, Darmstadt 2013, ISBN 978-3-87390-332-6.
- Realos, Neue Optionen der Malerei, Fruchthalle (Hrsg.), Rastatt, Modo Verlag Freiburg i. Br. 2011, ISBN 978-3-86833-085-4.
- Report 2009, Hrsg. Leipziger Baumwollspinnerei Verwaltungsgesellschaft, Leipzig, 2009
- Realisme uit Leipzig, Waanders (Hrsg.) Drents Museum, Assen 2009, ISBN 978-90-400-8586-4.
- Isabelle Dutoit / Threesome, Galerie Leuenroth, Frankfurt am Main 2008.
- Story and Structure, Primo Marella (Hrsg.), Mailand 2006.
- Isabelle Dutoit / Tigerteich, Galerie Leuenroth, Frankfurt am Main, 2006.
- Sammlung Zeitgenössischer Malerei und Grafik, VNG, Leipzig 2006.
- Neue deutsche Malerei, Leipziger Kunst, VNG, Warschau 2006, ISBN 83-89961-71-7.
- Paint-O-Mania, Neue Malerei aus Deutschland, Stadtgalerie Kiel, Kiel 2006, ISBN 978-3-927979-71-0.
- Schönheit der Malerei, Hauschild, Delmenhorst 2005, ISBN 978-3-89757-306-2.
- Prague Biennale II, Giancarlo Politi (Hrsg.), Prag 2005.
- Tendenzen, Darmstädter Sezession, Darmstadt 2005.
- 11. Leipziger Jahresausstellung (Hrsg.), Leipzig, 2004.